# Raufoss
Raufoss è la più grande località e il centro amministrativo del comune di Vestre Toten, situato nella contea norvegese di Innlandet. È una stazione sciistica specializzata nello sci nordico, attrezzata con il trampolino Lønnbergbakken.